# پسر جهنمی: دانش شیطان
پسر جهنمی: دانش شیطان (انگلیسی: Hellboy: The Science of Evil) یک بازی ویدئویی در سبک اکشن است که با الهام از فیلم پسر جهنمی (۲۰۰۴) به کارگردانی گی‌یرمو دل تورو توسط کونامی در سال ۲۰۰۸ برای کنسول‌های اکس‌باکس ۳۶۰، پلی‌استیشن ۳ و پلی‌استیشن همراه منتشر شده‌است. این بازی نقدهای بسیاری نصیبش شد، و به دلیل گرافیک متوسط، داستان نچندان جذاب، گیم پلی تکراری، نقدهای پایین و متوسطی نصیبش شد.